# Parafia św. Barbary w Budzyniu
Parafia Świętej Barbary w Budzyniu jest jedną z 10 parafii leżącą w granicach dekanatu chodzieskiego. Erygowana w XII wieku. Mieści się przy ulicy księdza Struka.

## Dokumenty
Księgi metrykalne: 
- ochrzczonych od 1945 roku
- małżeństw od 1945 roku
- zmarłych od 1945 roku